# اورکو ورا
اورکو ورا (انگلیسی: Urko Vera؛ زادهٔ ۱۴ مهٔ ۱۹۸۷) بازیکن فوتبال اهل اسپانیا است.
از باشگاه‌هایی که در آن بازی کرده‌است می‌توان به باشگاه فوتبال هرکولس، باشگاه فوتبال اولدهام اتلتیک، باشگاه فوتبال میراندس، باشگاه فوتبال اوئسکا، باشگاه فوتبال آسترا جورجو، باشگاه فوتبال اتلتیک بیلبائو، باشگاه فوتبال آلکورکون، باشگاه فوتبال ایبار، باشگاه فوتبال پومفرادینا، باشگاه فوتبال اوساسونا، باشگاه فوتبال چونبوک هیوندای موتورز، باشگاه فوتبال سی‌اف‌آر کلوژ، و باشگاه فوتبال اتلتیک بیلبائو بی اشاره کرد.